# Vincenz Maly
Vincenz Maly (seit 1860: von Maly; seit 1869: Freiherr von Vevanović) (* 4. April 1808 in Nennowitz (Mgft. Mähren); †	24. November 1878 in Brünn) war ein österreichischer Verwaltungsjurist und Politiker.

## Leben
Maly studierte von 1829 bis 1832 Rechtswissenschaften an der Universität Wien und wurde dort 1832 zum Dr. jur. promoviert. Ab 1836 war er Magistratspraktikant, dann Kammerprokurator in Brünn und später Staatsanwalt in Wien. Von 1850 bis 1859 wirkte er als Sektionsrat bei der Generaldirektion des Kommunikationswesens beim österreichischen Handelsministerium in Wien und von 1859 bis 1962 als Sektionsrat im österreichischen Finanzministerium (Leitung der Eisenbahnangelegenheiten) in Wien. Zwischen 1862 und 1867 war er Sektionsrat und zuletzt von 1867 bis 1872 Sektionschef im österreichischen Handelsministerium sowie Generaldirektor für Post- und Telegraphenangelegenheiten in Wien. Als solcher war er für die Einführung der Postkarte verantwortlich. 1872 trat er in den Ruhestand und lebte in Brünn.
Vom 1. September 1848 bis zum 24. Mai 1849 vertrat er den Wahlkreis Mähren (Prerau, Leipnik) in der Frankfurter Nationalversammlung. Im Parlament blieb er fraktionslos und stimmte überwiegend mit dem Rechten Zentrum. Er gehörte zu den Abgeordneten, die gegen die Wahl Friedrich Wilhelms IV. zum Kaiser der Deutschen stimmten.

## Familie
Maly war der Sohn von Vincenz Maly (1772–1838) und dessen Ehefrau Josefa. Er war katholischer Konfession und heiratete 1839 Johanna Giersig. Aus der Ehe ging der gemeinsame Sohn Vinzenz Maly von Vevanovic (* 30. Mai 1842 in Vídeň; † 11. April 1912 in Veli Lošinj) hervor, der Präsident des Oberlandesgerichts in Brünn wurde.